# Hell-Roarin' Reform
Hell-Roarin' Reform è un film muto del 1919 diretto da Edward J. LeSaint.

## Trama
Tim, cowboy di buon cuore, organizza una raccolta di fondi per fornire il latte ai bambini del Belgio. Sulla via del ritorno, però, viene aggredito da una banda che gli ruba il denaro. Tim segue i banditi in fuga e così salva una giovane, Doris Jenkins, che è stata derubata dalla stessa banda. Tim incontra anche un pastore che i fuorilegge avevano scacciato dalla città di Tarantula, lo stesso luogo dove vive Doris: Tim decide di ripulire il posto presentandosi come il nuovo pastore. Si scontra con Baxter, lo sceriffo che è, al tempo stesso, capo dei banditi. Dopo varie avventure, Tim viene catturato, ma sfugge all'impiccagione e salva Doris, che era stata rapita da Baxter. Quando Tim e Doris si sposano, il cowboy costringe Baxter a fargli da testimone e a firmare un assegno per finanziare i lavori della nuova chiesa.

## Produzione
Il film fu prodotto dalla Fox Film Corporation.

## Distribuzione
Il copyright del film, richiesto da William Fox, fu registrato il 16 febbraio 1919 con il numero LP13398.
Distribuito dalla Fox Film Corporation e presentato da William Fox, il film uscì nelle sale cinematografiche USA il 16 febbraio 1919. In Brasile, prese il titolo di Religião à Força.